# Ана Козинарова
Ана (Цана) Козинарова е поборник от село Клисура, участник в Априлското въстание от 1876 г.
С името Ана е известна благодарение на литературния ѝ образ, създаден от писателя Георги Караиванов в романа му „Боримечката“. Наричана е „Великомъченицата на българската свобода“ и името ѝ е поставяно наред с имената на Райна Княгиня, Сирма войвода и баба Тонка Обретенова.
В дните преди Априлското въстание през 1876 г. Ана Козинарова участва в леенето на куршуми, пълненето на фишеци с барут, събирала продоволствие за бунта на клисурци, шиела бойни четнически униформи и въстанически знамена. При обявяването на Клисурската република, ръководена от местния революционен комитет „Братя Самуилови“ (наречен е с тайното име „Братя Самуилови“ и с негов кръстник Панайот Волов), начело с войводата Никола Караджов, тя, майката на четири момчета изпраща мъжът си Никола Козинаров на позицията при Зли дол в битката срещу башибозушките орди на Тосун бей.
Ана и Никола Козинаров живеели близо до Черковската махала на селото. Когато турците нахлули във въстаналото село и започнали да опожаряват, грабят и да поругават жителите му в долния му край, овладените от ужас хора да взимат по една бохча (вързоп) с багаж и тръгват да се спасяват по пътя през прохода Върлишница за съседното село – Копривщица.
В тежката обстановка след погромите в селото, когато след запалването и на къщата на съседите и техните предсмъртни викове башибозука нахлува и в двора на Козинарови. Ана Козинарова хвърля единадесет годишния Иван и по-малките Цанко и Петър в кладенеца в двора на къщата. След това, пред погледите на убийците, с пеленачето на ръце сама полита в кладенеца.
Понастоящем част от Историческият музей в град Клисура са Козинаровата, Павурджиевата и Червенаковата къща, в това число и историческия кладенец.

## Памет
На Ана Козинарова е наречена улица в квартал „Димитър Миленков“ в София (Карта).
В памет на майката-героиня, детската градина в град Клисура е наречена „Ана Козинарова“.